# Alvan Graham Clark
Alvan Graham Clark (Fall River, 10 luglio 1832 – 9 giugno 1897) è stato un astronomo statunitense.

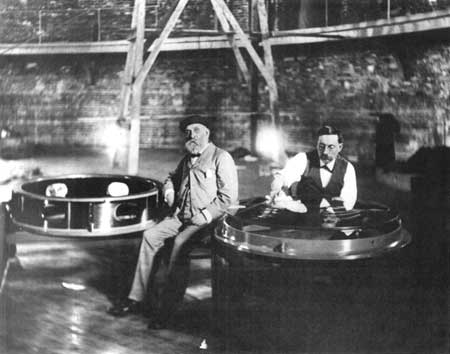
Alvan Graham Clark

Il 31 gennaio 1862, mentre testava a Cambridgeport, nel Massachusetts un nuovo telescopio rifrattore da 18 pollici, fece la prima osservazione di Sirio B; la compagna di ottava magnitudine apparente di Sirio fu anche una delle prime nane bianche osservate.